# Oratorio di San Gaetano

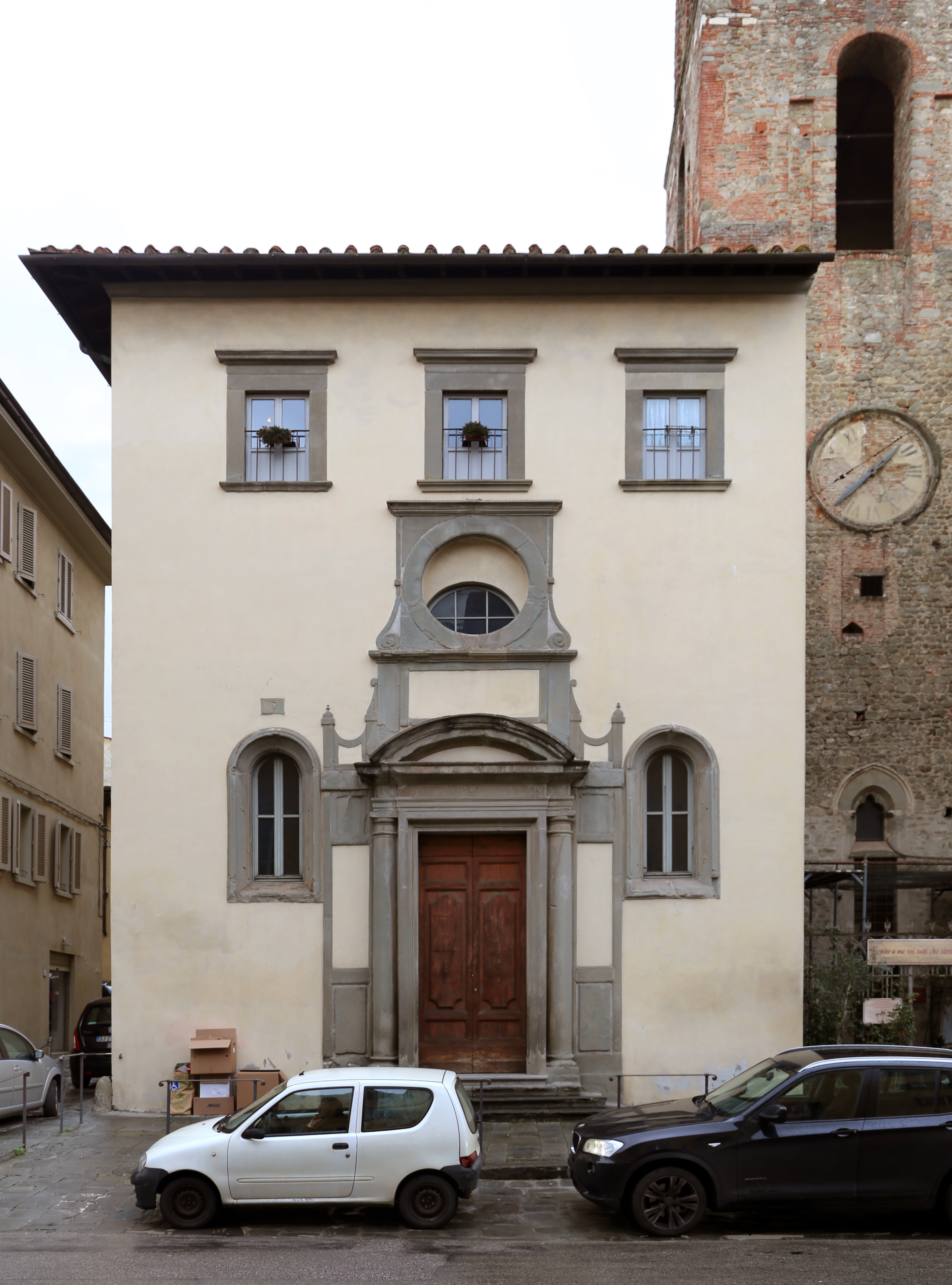
San Gaetano

L'oratorio di San Gaetano è una chiesa pistoiese del XIV secolo dedicata a san Gaetano di Thiene.
È contiguo alla chiesa di San Paolo ed esisteva già dal 1394. Fu ricostruito nelle forme attuali nel Seicento, secondo la tradizione su disegno del Bernini. La Compagnia dell'Assunta, quando il suo oratorio non fu più agibile, teneva qui le sue riunioni.